# Marie-Christine Gessinger
Marie-Christine Gessinger (Baixa Áustria, 1992 — Áustria, 3 de março de 2010) foi uma modelo austríaca. Morreu aos 17 anos, vítima de um acidente de carro.